# Jin Kazama
Jin Kazama (風間 仁?, Kazama Jin) è uno dei protagonisti della serie di videogiochi picchiaduro Tekken. È il figlio di Kazuya Mishima e Jun Kazama, e nipote di Heihachi Mishima, Lars Alexandersson, Reina, Lee Chaolan e Jinpachi Mishima. Arriva per la prima volta in Tekken 3, diventando uno dei personaggi principali della storia. Jin è un personaggio molto famoso tra i fan, essendosi classificato nei primi posti in diversi sondaggi di popolarità. In Tekken 3, 4 e 5 è un personaggio positivo, mentre in Tekken 6 è un antagonista per poi tornare protagonista in Tekken 8. In realtà le vicissitudini che lo riguardano fanno di lui l'antieroe o, per meglio dire, l'eroe "tragico" della saga. In Tekken 8 pare rinfacciare a Kazuya di essere un pericolo per il mondo sostenendo che persone come lui e Kazuya non dovrebbero nemmeno esistere in questo mondo, con quest'ultimo che lo apostrofa come "patetico".

## Caratteristiche
(Jin in Tekken 5)
Jin è uno tra i personaggi più importanti della storia di Tekken. Assomiglia molto a suo padre Kazuya, ma a differenza di quest'ultimo presenta dei lunghi ciuffi sugli occhi. Jin ha un carattere freddo e distaccato, anche se in più di un'occasione dimostra di avere un cuore puro, libero da ogni male. È molto determinato e non si arrende facilmente neppure in situazioni critiche; inoltre perdona molto raramente i torti subiti (come per Heihachi Mishima nel finale di Tekken 4). Jin è uno dei combattenti più forti della serie, l'unico in grado di tener testa all'incredibile potenza dei suoi familiari e del gene demoniaco di Devil. Orgoglioso e fiero, nel corso della serie lo si vede progressivamente acquisire un carattere negativo, simile a quello di suo padre Kazuya in Tekken 2. Infatti nel sesto episodio della saga, Jin dà il via ad una serie di guerre in tutto il mondo, con l'unico scopo di ampliare il suo potere e quello della sua azienda: in realtà viene spiegato che la vera motivazione di ciò deriva dal fatto che era stato contattato telepaticamente da Azazel; infatti il mostro gli disse che, per evocarlo, Jin avrebbe dovuto riempire il mondo di emozioni negative; quindi si può supporre che, sapendo che uccidere Azazel era il suo compito esclusivo e considerando che tale mosse avrebbe comportato l'eliminazione del gene del diavolo, Jin non avesse altra scelta se non scatenare dette guerre per poi occuparsi di Azazel.
Forse la sua unica debolezza resta l'apparente morte della madre per mano del dio della lotta Ogre. Jin non si dà pace e spera ancora che sua madre sia viva. Il rapporto con il padre Kazuya è tormentato dal fatto che quest'ultimo, ormai posseduto dal Gene del Diavolo, ha come unico scopo quello di impadronirsi di Jin e del suo Devil. Jin, quindi, è costretto ad affrontare più volte il genitore, ma sembra provare, per qualche secondo, dei sentimenti per lui (come si vede chiaramente nel suo finale di Tekken 4 e in Tekken 6). Nonostante ciò, in Tekken 8, mentre Jin dice a Kazuya che persone come loro due non dovrebbero esistere, Kazuya stesso accusa il figlio di dire affermazioni patetiche. 
Il rapporto con Heihachi, suo nonno, era molto profondo; Jin difatti aveva totale fiducia in lui e lo considerava una figura paterna, in quanto Heihachi lo aveva preso presso di sé quando Jin aveva 15 anni, e lo addestrò nello stile Mishima; il ragazzo andava fiero del proprio retaggio Mishima, finché il legame tra nonno e nipote non venne infranto quando il primo colpì il secondo a tradimento nel finale di Tekken 3, causando in lui un odio profondo che lo indusse a rinunciare a tutto ciò che era legato alla famiglia Mishima.
Jin, quindi, è desideroso di uccidere Heihachi e vendicarsi; a differenza di suo padre, Jin continua a lottare per non essere consumato da Devil, ma è distrutto e, come un tempo suo padre, presenta forti crisi di personalità dovute proprio al suo demone interiore. Jin riesce, nonostante tutto, a tenere a bada il demone, eccetto in alcune occasioni.

### Stile di combattimento
Lo stile di combattimento originario di Jin era il karate in stile Mishima avanzato insieme allo Stile Autodifesa Kazama (discipline di combattimento rispettivamente di suo padre e di sua madre), poiché anche se sua madre cominciò ad addestrarlo ella scomparve, il suo nuovo maestro divenne suo nonno, che lo addestrò per tre anni, alla fine Jin imparò con successo come combattere in Tekken 3 nello stile di famiglia Mishima integrando le mosse di sua madre.
Lo stile di combattimento Mishima di Jin (Tekken 3), oltre alle tipiche mosse Mishima, rassomigliava molto a quello di Kazuya, i due infatti condividono molte mosse come il "Dragon Uppercut to Low Kick", ma alcune varianti eseguite in modo differente, ad esempio lo "Spinning Demon" di Jin consiste in un calcio basso per poi uno che lancia l'avversario in aria mentre Kazuya ha solo un calcio basso e montante o due calci bassi, Jin ha alcune mosse di Jun Kazama come il Laser Scaper e il Laser cannon o il Three Ringed Circus, con anche la famosa mossa "Electric Wind God-Fist", ossia una variante molto più veloce della mossa Mishima "Wind God Fist".
Jin da Tekken 4 pratica lo kyokushin come stile di combattimento per via del tradimento di Heihachi (anche se in realtà perché Kazuya venne reinserito). Vengono infatti aggiunti calci ad ascia, ginocchiate, montanti e ganci, tutti tipici del kyokushinkai.
Tuttavia, quando Jin è sotto l'influenza del suo alter ego demoniaco, egli ritorna ad usare lo stile Mishima, con le stesse mosse che usava in Tekken 3.
Durante la battaglia contro Kazuya, Jin riprende temporaneamente lo stile Mishima dicendo che non avrà più scrupoli nell'usarlo. E riprende anche le arti marziali in stile Kazama.

### Devil Jin
(Devil Jin in Tekken 5)
Devil Jin (デビル仁?, Debiru Jin) è la forma demoniaca di Jin Kazama. Il suo aspetto fisico è molto simile a quello della forma umana di Jin, tuttavia si differenzia notevolmente per i suoi tratti demoniaci. Al contrario di Devil Kazuya in Tekken 2, la sua non è una trasformazione completa: infatti egli non ha la coda ed il suo corpo non è ricoperto di peli. Devil Jin ha la pelle pallida, un corpo più muscoloso di Jin, grandi ali nere e piumate, corna da diavolo e tatuaggi tribali sul petto, sulla fronte e sulla schiena simili al marchio di Jin sul braccio sinistro. Inoltre possiede un terzo occhio sulla fronte, come il padre, da cui spara un potente laser avvolto da elettricità rossa. Inoltre è da notare che i tatuaggi tribali che compaiono sul suo fisico sono simmetrici.
È apparso per la prima volta nel finale di Jin in Tekken 3, mentre diventa giocabile a partire da Tekken 5 dove ricopre nella maggior parte dei casi il ruolo di boss prima di Jinpachi Mishima. Se si gioca nei panni di Devil Jin nel suddetto gioco, la storia seguirà un corso completamente diverso da quello di Jin nella sua forma normale, così come per il finale che mostra il ragazzo assorbire i poteri di Jinpachi divenendo praticamente inarrestabile per il resto del mondo. Nel minigioco Devil Within, presente sempre in Tekken 5, vengono mostrati gli eventi che precedono il prologo di Jin, che narrano del suo viaggio attraverso il laboratorio della G Corporation dove dovrà affrontare numerosi nemici per scoprire se la madre Jun è ancora viva. In tale modalità si avrà la possibilità di trasformare Jin in Devil Jin per un periodo di tempo limitato, tuttavia se viene completata almeno una volta a difficoltà media raccogliendo tutti i simboli appositi, sarà possibile usufruire della trasformazione senza alcun limite tramite un'apposita sequenza di tasti.
In Tekken 6, Devil Jin torna nuovamente come personaggio giocabile e boss segreto da affrontare nella modalità Campagna. Nel suo finale riuscirà a sconfiggere dopo una dura battaglia Azazel, un'antica creatura malvagia, e con l'intenzione di assorbirne i poteri finirà per perdere i suoi dopo aver toccato la sua sfera.
In Tekken 7 invece disputerà un incontro con Hwoarang ma dopo un solo round i due verranno interrotti da due soldati che cercheranno di uccidere il demone tirandogli una granata, il rivale riuscirà appena in tempo a far scansare Devil Jin uscendone però ferito, così Devil Jin perde la pazienza e si alza in volo dove sferra un potente raggio laser nella direzione dei due soldati.
In Tekken 8, stando al trailer, Jin pare, per motivi ignoti, essere finalmente riuscito a controllare il demone come si vede quando temporaneamente attinge al suo potere nel tentativo di difendersi dai colpi del padre e oltre a questo sembrerebbe che ci sia anche la versione di Devil Jin come personaggio giocabile. In Tekken 8 viene rivelato che Devil Jin avrebbe sempre voluto proteggere Jin sin dalla nascita. Viene implicitamente fatto notare che Devil Jin altri non è se la personificazione della ragazzo iniziatasi a manifestare durante la presunta morte di Jun, ma amplificatasi sia dal tradimento di Heihachi che dal voler rinnegare ogni cosa dei Mishima. 
In Tekken Tag Tournament appare in una versione molto semplificata, dove se si selezionano Jin e Heihachi in tag e si esegue una particolare sequenza di tasti, a Jin apparirà il tatuaggio sulla fronte mentre gli occhi diventeranno rossi, contrariamente in Tekken Tag Tournament 2 è come negli altri capitoli, ovvero un personaggio selezionabile a parte.

### Angel Jin
Angel Jin è la forma angelica che Jin sblocca nel corso del combattimento finale contro Kazuya trasformato in "True Devil Kazuya". Jin sblocca questa forma grazie a Jun che ricorda al figlio che lo stile Kazama esiste per proteggere il benessere delle persone che si amano. Jin quando chiede a sua madre se lui ha diritto di desiderare la vita, si trasforma appunto in "Angel Jin" quando Jun dice che il potere dei Kazama fa prosperare il bene e purificare il male. Inoltre Jun chiede di usare questo potere per salvare se stesso e Kazuya, Durante il combattimento, Angel Jin tiene abbastanza testa al potere demoniaco del padre tanto da arrivare (Viene implicito pensare che con questa forma angelica Jin abbia attivato il potere della purificazione) a perdere entrambi il gene del diavolo. Compare per la prima volta in Tekken 8. Può solo essere utilizzato nella modalità storia. Può comparire come boss nella modalità arcade.

## Biografia

### Tekken 3
Jin Kazama è il figlio di Kazuya Mishima e Jun Kazama. Jin cresce sull'isola di Yakushima, imparando lo stile di combattimento della famiglia Kazama dalla madre. Un giorno, Jin torna a casa e vede che la madre sta per essere assalita da Ogre, ma invece di ascoltare la madre che lo incita a fuggire attacca il mostro per cercare di difenderla, ma Ogre lo fa svenire con un pugno. Una volta ripresosi, Jin non vedendo più traccia della madre né di Ogre, va a trovare, come gli aveva detto la madre nel caso in cui lei fosse venuta a mancare, il suo ricco nonno, Heihachi Mishima, proprietario della Mishima Zaibatsu affinché non rimanesse solo ed avesse un'educazione. Heihachi rimanendo sorpreso alla scoperta di avere un nipote, decide di prendersi cura di Jin, Jin implora Heihachi di insegnargli a combattere per vendicare la madre, lui accetta e comincia ad addestrare il nipote Jin nello stile di combattimento Mishima e tre anni più tardi, Jin imparò alla perfezione lo stile Mishima ed Heihachi indisse il "The King of Iron Fist Tournament 3", o Tekken 3, al quale Jin si iscriverà. Il vero piano di Heihachi consisteva in addestrare Jin in modo da fargli combattere Ogre e sconfiggerlo, dopodiché liberarsi di lui. Nonostante ciò Heihachi e Jin avevano un rapporto amichevole, dove Jin considerava Heihachi la sua figura paterna.
Una volta superati i vari ostacoli, Jin uccide Ogre e vince il torneo, ma a sua insaputa la Tekken Force lo attacca facendolo cadere a terra; Heihachi gli dà il colpo di grazia con un colpo di pistola, ma quando si gira, vede Jin, il cui cranio s'è rigenerato, grazie al Gene del Diavolo che aveva ereditato da suo padre, trasformarsi in un demone: Jin va per gettarlo dall'edificio, ma poi ci ripensa e vola via. Questo avvenimento ha trasformato il rapporto amichevole di Jin e Heihachi in odio.

### Tekken Tag Tournament
Nel suo finale, Jin sconfigge Kazuya e raccoglie il suo corpo privo di sensi quando sta per dargli il colpo di grazia, all'improvviso lo lascia andare e si inginocchia mentre le sue mani tremano, forse perché era tornato in sé.

### Tekken 4
Jin dopo il torneo si nasconde a Brisbane, in Australia, rinnegando la famiglia Mishima e il suo stile di combattimento. Si allena nel Karate puro e decide di vendicarsi del nonno che l'aveva tradito. Un giorno, Jin sente parlare del "The King of Iron Fist Tournament 4", o Tekken 4, e decide di iscriversi: vince la maggior parte degli incontri, ma, quando si deve battere con Kazuya, viene catturato e portato all'Honmaru dalla Tekken Force. Jin dorme incatenato ad un muro dell'Honmaru fino a che non viene risvegliato da una voce. È allora che suo padre Kazuya Mishima, tenuto in vita dall'azienda biotecnologica G Corporation, vuole ucciderlo per alimentare la sua parte demoniaca.
Jin si libera dalle catene e si batte con Kazuya, sconfiggendolo. Heihachi disprezza Kazuya per questo e si batte ancora una volta contro il nipote, ma viene ridotto in fin di vita da Jin. Jin si trasforma in demone e sta per dare il colpo di grazia a Heihachi, ma ha una visione della madre e ritorna in sé e scappa via sfondando il tetto dicendo: Ringrazia mia madre... Jun Kazama.
Sub-boss di stage 7 e 8 di Jin è Kazuya Mishima. Jin è Boss di stage 7 e 9 Kazuya Mishima e di Hwoarang.

### Tekken 5
Dopo essere scappato dall'Honmaru, Jin viene posseduto dal demone rinchiuso in lui. Quando riprende coscienza si trova in una foresta distrutta e, capendo di essere stato lui, decide di ritornare a Yakushima dove però verrà assalito da incubi riguardanti Devil; aveva causato tutto involontariamente mentre era posseduto dal Devil Gene. Jin si rende conto che il sangue di Devil sta prendendo il sopravvento su di lui sempre più. "Se la mia mente continua ad essere invasa in questo modo, sarà solo una questione di tempo...", pensa Jin. Per cercare di acquietare se non distruggere il demone dentro di lui, Jin comincia un faticoso allenamento per cercare di arrivare fino in fondo alla questione. Un giorno viene indetto il "The King of Iron Fist Tournament 5", o Tekken 5, dove Jin si iscriverà per scoprire la fonte del male che ha risvegliato il suo potere demoniaco; arrivato alla fine uccide il bisnonno Jinpachi Mishima, che aveva preso il posto di Heihachi nel comando della Mishima Zaibatsu, e si impossessa dell'azienda, dopo la distruzione di Jinpachi, Devil si tranquillizza e Jin riprende controllo del corpo.
Sub-boss di Jin è Hwoarang. Jin è sub-boss di stage 4 di Ling Xiaoyu e di stage 8 di Hwoarang.

### Tekken 6
Dopo aver sconfitto il suo bisnonno Jinpachi Mishima, Jin diventa il nuovo leader della Mishima Zaibatsu. Jin porta caos e sofferenza nel mondo utilizzando la Tekken Force, sbarazzandosi delle potenze militari degli altri paesi e prendendo il controllo delle loro risorse energetiche e delle loro colonie spaziali.
Quando il lavoro viene ultimato, la Mishima Zaibatsu si proclama una nazione indipendente dichiarando guerra a chiunque si fosse opposto ad essa. Sembrava che la Zaibatsu fosse destinata a conquistare il mondo intero, fino a quando non si trova davanti un oppositore di pari forza: la G-Corporation, comandata dal padre di Jin, Kazuya Mishima, il quale ha messo una taglia sulla testa di suo figlio. Jin, facendo pensare di aspettarsi una mossa del genere dal padre, indice il King of Iron Fist Tournament 6, o Tekken 6, subito dopo l'annuncio della G-Corporation. Al torneo partecipa anche Lars Alexsanderson, figlio illegittimo di Heihachi Mishima, accompagnato da Alisa Boskonovitch. Dopo vari scontri, sia con la G-corporation che con la Mishima Zaibatsu, Lars arriva nel tempio di Azazel in cui sconfigge il demone Azazel e incontra successivamente Jin, che spiega finalmente il motivo delle sofferenze che sta causando a tutto il pianeta: Azazel è un essere demoniaco in grado di distruggere l'intero pianeta, e l'unico modo per far sì che assuma una forma materiale sia quella di causare abbastanza dolore, odio e sofferenze nel mondo. Azazel infatti non può essere sconfitto se non da chi possiede il gene del diavolo, e così riemerge dalle macerie del tempio dove era stato precedentemente sconfitto da Lars e Raven (Alisa controllata da Jin fu costretta a combattere contro Lars e poi a separarsi di lui) Jin attacca Azazel e cade insieme ad esso nelle rovine, dopodiché il tempio crolla, sbriciolandosi completamente. Jin viene ufficialmente dato per morto ma, in seguito (in una scena dopo i titoli di coda), il suo corpo sepolto dalla sabbia viene ritrovato da Raven con il tatuaggio ancora sul suo braccio: ciò significa che ha ancora il Gene del Diavolo e che non è morto ma è semplicemente in uno stato di incoscienza.
Jin è il boss della maggior parte dei personaggi.
Nel suo finale, Jin sconfigge Azazel, ed esce dal tempio quando arriva Heihachi che gli chiede di lasciargli il controllo della Mishima Zaibatsu, Jin reagisce mettendo Heihachi al tappeto.

### Tekken Tag Tournament 2
Nel suo epilogo, Jin sconfigge Unknown, che si trasforma in Jun Kazama e svanisce poco dopo tra le sue braccia.
Infuriato, Jin si trasforma in Devil Jin e vola via urlando.

### Tekken 7
Jin è stato catturato dalle nazioni unite riuscendo però a liberarsene usufruendo della sua trasformazione in Devil Jin. Atterrato in un paese arabo, ha un breve scontro con il suo rivale Hwoarang che per qualche ragione poco chiara si sacrifica per evitare la cattura di Jin. Jin ritorna al suo stato umano indebolendosi nuovamente, ma verrà salvato da Lars Alexanderson che lo porterà in salvo da Lee Chaolan e Alisa Bosconovich. Jin perde nuovamente i sensi, e durante questo, Nina Williams, sua ex guardia del corpo che sta lavorando malvolentieri per Heihachi, si reca sul posto insieme a gli uomini della Zaibatsu per catturarlo: l'obiettivo di Nina è quello di far riavere a Jin il posto di leader nella Mishima Zaibatsu, mentre che Heihachi lo vuole usare come esca per attirare Kazuya (desideroso di assorbire i poteri demoniaci di Jin unendoli ai propri) e ucciderli insieme. Jin viene salvato ancora una volta da Lars, Lee e Alisa che fanno esplodere il posto in cui si trovano. Passate alcune ore, Jin riprende finalmente i sensi capendo di essere l'unico in grado di fermare il padre Kazuya (Scontro che avverrá in Tekken 8), il quale ha appena ucciso Heihachi. In seguito, Jin si ritrova a vagare in una delle città distrutte a causa delle continue guerra tra la Mishima Zaibatsu e la G Corporation ed incontrerà Miguel Caballero Rojo desideroso di ucciderlo. Jin e Miguel si scontrano, Jin mette Miguel alle strette, ma non essendo ancora al pieno della forma viene sconfitto. Miguel accennerà che sua sorella è stata una delle tante persone uccise dalla Mishima Zaibatsu quando era comandata da Jin. Il ragazzo gli da quindi l'opportunità di ucciderlo, ma Miguel afferma che Jin non ha ancora sofferto abbastanza prima di morire e che fino ad allora non lo ucciderà: Jin fissa Miguel dispiaciuto per la sofferenza che gli ha causato.

### Street Fighter X Tekken
Jin è apparso come personaggio giocabile anche in Street Fighter X Tekken. La sua ufficiale compagna di tag è Ling Xiaoyu.